# أوبن إنديانا
أوبن إنديانا هو مشروع نظام تشغيل شبيه بيونكس مفتوح المصدر
مستمد من أوبن سولاريس، تم إنشاءه من قبل إليموس (بالإنجليزية: illumos)‏ وكان الهدف من المشروع الاستمرار في تطوير أوبن سولاريس بعد ما تخلت عنه أوراكل من أجل مواصلة تطوير وتوزيع شفرة المصدر مجانا، النظام منسوخ من شفرة أوبن سولاريس لكنه يستخدم نواة نظام إليموس أي أنه أخد توزيعة إليموس.

## الأهداف
تم اقتراح المشروع والبدء في العمل عليه وذلك من أجل استكمال الأهداف الأولية لمشروع أوبن سولاريس والتي تتجه في منحى المشاريع مفتوحة المصدر. كما أن أوبن إنديانا يعتمد بالأساس على نواة إليموس وعلى مجموعة من الأدوات السابقة التي كان يقوم عليها أوبن سولاريس.
يُعتبر أوبن إنديانا كنظام قائم بذاته؛ يشتغل على شاشة الحاسوب (ديسكتوب)، ومن بين مميزاته:
- نظام ملفات زي إف إس
- نظام تخطيط دي ترايس
- نظام إدراة الخدمات إس إم إف
- إلى آخره

بصفة عامة، فنظام أوبن إنديانا يقترح تحميل صور تخطيطية، بالإضافة إلى تحميل ملفات نصية وذلك من أجل تسهيل إعدادات السيرفرات.

## اقرأ أيضاً
- يونكس
- لينكس
- جنو
- أوبن سولاريس